# Portes de Fer (Danube)
 (avril 2018).
Pour les articles homonymes, voir Portes de Fer.
Les Portes de Fer sont une gorge du Danube. Elles sont appelées Ђердапска клисура, Đerdapska klisura en serbe, Porțile de Fier en roumain, Vaskapu en hongrois, Železné vráta en slovaque, Demirkapı en turc, Eisernes Tor en allemand et Железни врата, Jelezni vrata en bulgare.

## Géographie

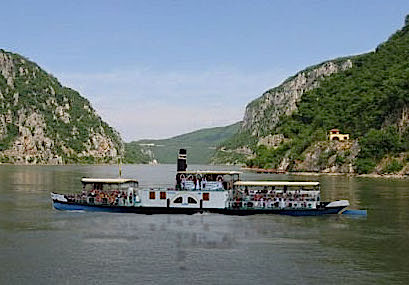
Le bateau-mouche à vapeur touristique Borcea aux Portes de Fer.

À cet endroit, le fleuve sépare les Alpes de Transylvanie au nord, en Roumanie, des Carpates serbes au sud, en Serbie. Le défilé a une longueur de 135 km ; il débute à Baziaș et s’achève à Turnu Severin. Un autre port important, Orșova, se trouve sur le parcours. La largeur du fleuve y varie de 2 km à moins de 150 m par endroits.
Il faut distinguer trois parties dans cet ensemble :
- Les portes supérieures (Gornja Klissura en Serbie ou Clisura en Roumanie),
- Les portes inférieures (Doljna Klissura en Serbie ou Cazanele en Roumanie),

Entre les deux, le fleuve s’élargit de façon importante : c'est le lac de la centrale électrique des portes de Fer.
La population est mélangée sur ses deux rives, avec des minorités serbes en Roumanie et roumaines en Serbie (dites « valaques »).

## Histoire
Le canyon des Portes de Fer a été creusé il y a environ cinq millions d'années, au Messinien, avant la série de glaciations et de phases inter-glaciaires commencée depuis deux millions d'années, dont l’alternance a cependant aussi contribué à sa morphologie actuelle. Au début du Messinien, le proto-bas-Danube, qui se déversait dans le bassin pontique, commençait ici. En amont, on trouvait le lac Pannonien, dont le proto-haut-Danube était un affluent. Le niveau hydrologique de base s’étant abaissé au Messinien, de nombreux cours d’eau ont alors accru leur capacité d’érosion et, à un moment, le lac Pannonien put se déverser via le bas-Danube jusqu’en mer Noire : le Danube était dès lors formé, les Portes de Fer représentant la jonction. Avec le temps, le lac Pannonien se combla d’alluvions, devenant une plaine que parcourent le moyen-Danube et ses affluents (c’est l’Alföld).
C’est sur la rive serbe des Portes de Fer, à Lepenski Vir (en roumain Vârtejul Teiului) que se trouvent les traces archéologiques de l’un des plus anciens villages sédentaires d’Europe, datant du Mésolithique, puis du Néolithique. Sur la rive serbe également, on peut voir la Table de Trajan (en serbe Трајанова табла : Trajanova tabla ; en roumain Tabula lui Traian), une inscription latine dédiée à l’empereur Trajan, gravée sur une paroi rocheuse spécialement taillée qui se trouve aujourd’hui intégrée, avec d’autres vestiges de la même époque (voie romaine et restes du pont sur le Danube) dans le parc national de Đerdap, près de Kladovo. Elle commémore l’expédition menée par Trajan en 100-103 contre les Daces, au nord du Danube, un épisode important de l’histoire de la Roumanie. Il fit tracer une route militaire depuis Belgrade, passant à flanc de montagne sur la rive droite des Portes de Fer et atteignant une zone plus plate où l’empereur fit construire par son ingénieur Apollodore de Damas un pont par-dessus le fleuve (ce qui est immortalisé par les bas-reliefs de la colonne Trajane). Trajan fit aussi draguer un chenal navigable dans cette partie du fleuve dont les rapides étaient réputés infranchissables.
Durant des siècles, ce défilé, dont l’entrée est gardée par la forteresse de Golubac, a été une frontière des empires romain, grec, bulgare, serbe et turc : le premier y a laissé les langues roumaines, le deuxième la religion chrétienne orthodoxe, les suivants les langues slaves, la dernière des forteresses et une bourgade fortifiée peuplée de Turcs sur une île : Ada Kaleh (« île fortifiée » en turc), qui fut submergée en 1970 par le lac de retenue du barrage des Portes de Fer. Au nord du défilé et parfois par le fleuve lui-même passèrent maintes invasions : Celtes, Huns, Germains, Avars, Magyars, Tatars et bien d’autres, avant que des principautés vassales de la Hongrie puis des Turcs ne s’y établissent (Transylvanie et Valachie). Le défilé est la frontière internationale entre Serbie et Roumanie depuis 1878.

Canyon des portes de fer
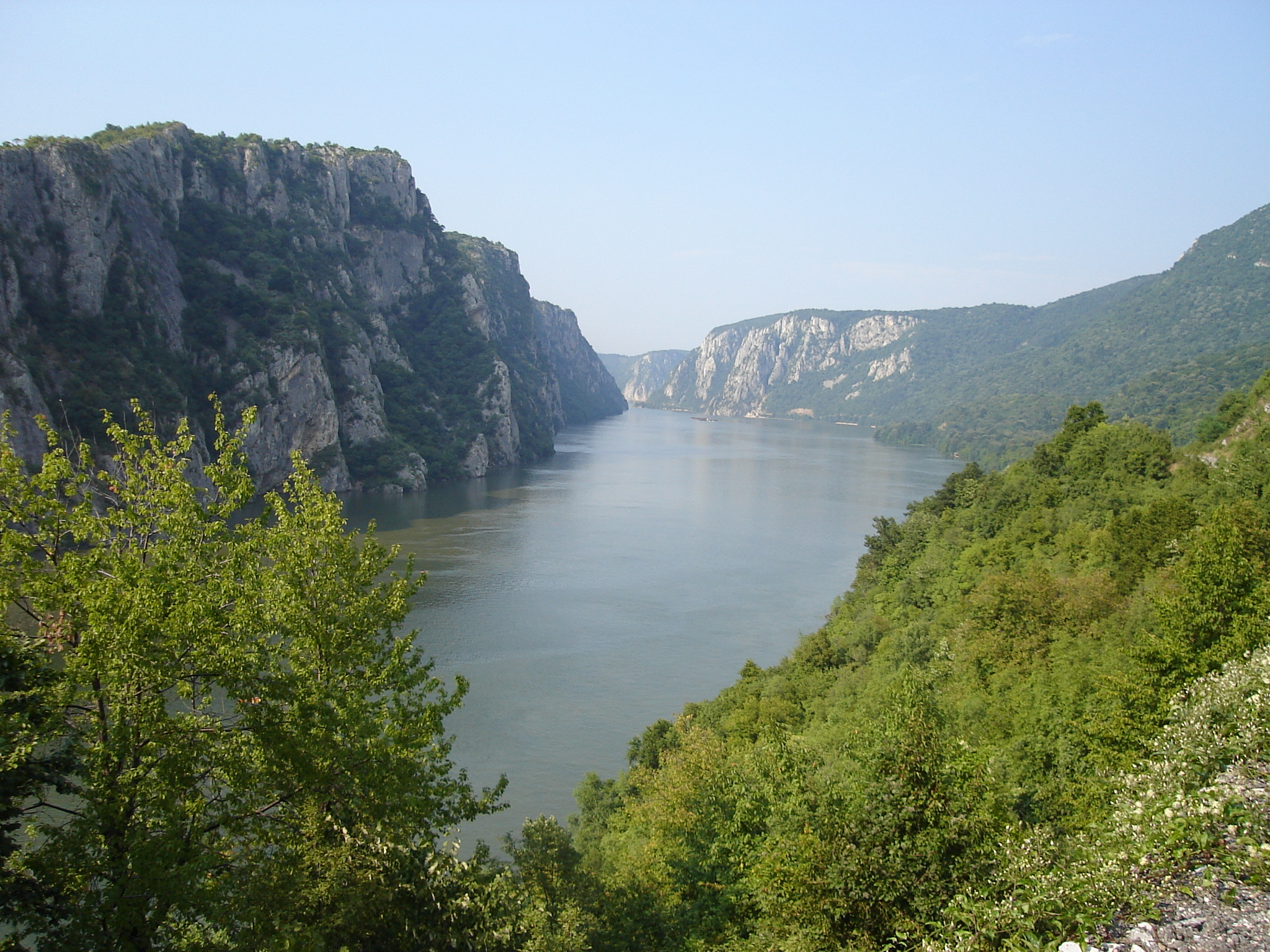
Vue du défilé de Gornja Kissura.
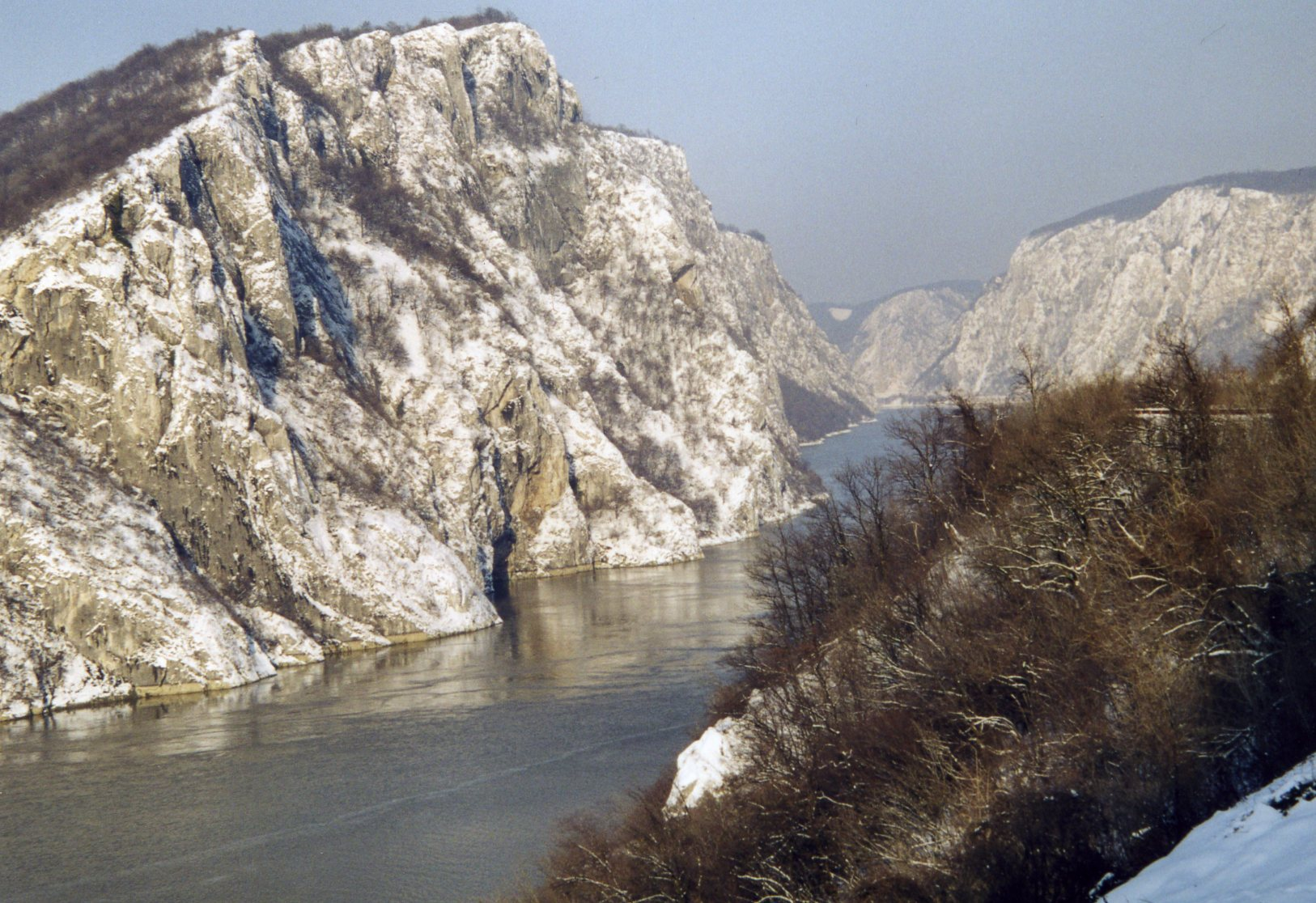
Vue du défilé des Cazane.
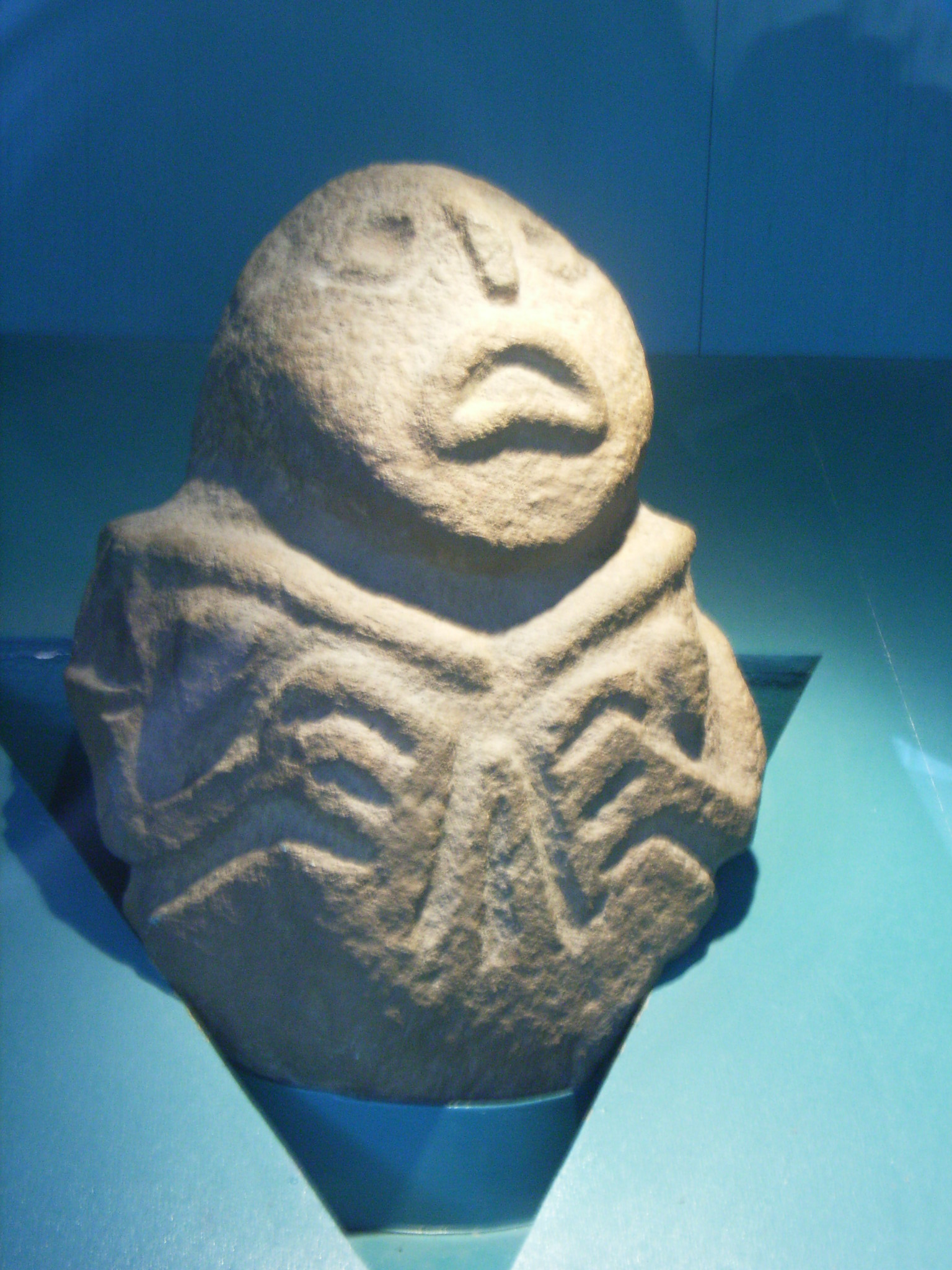
Une statuette de Lepenski Vir.
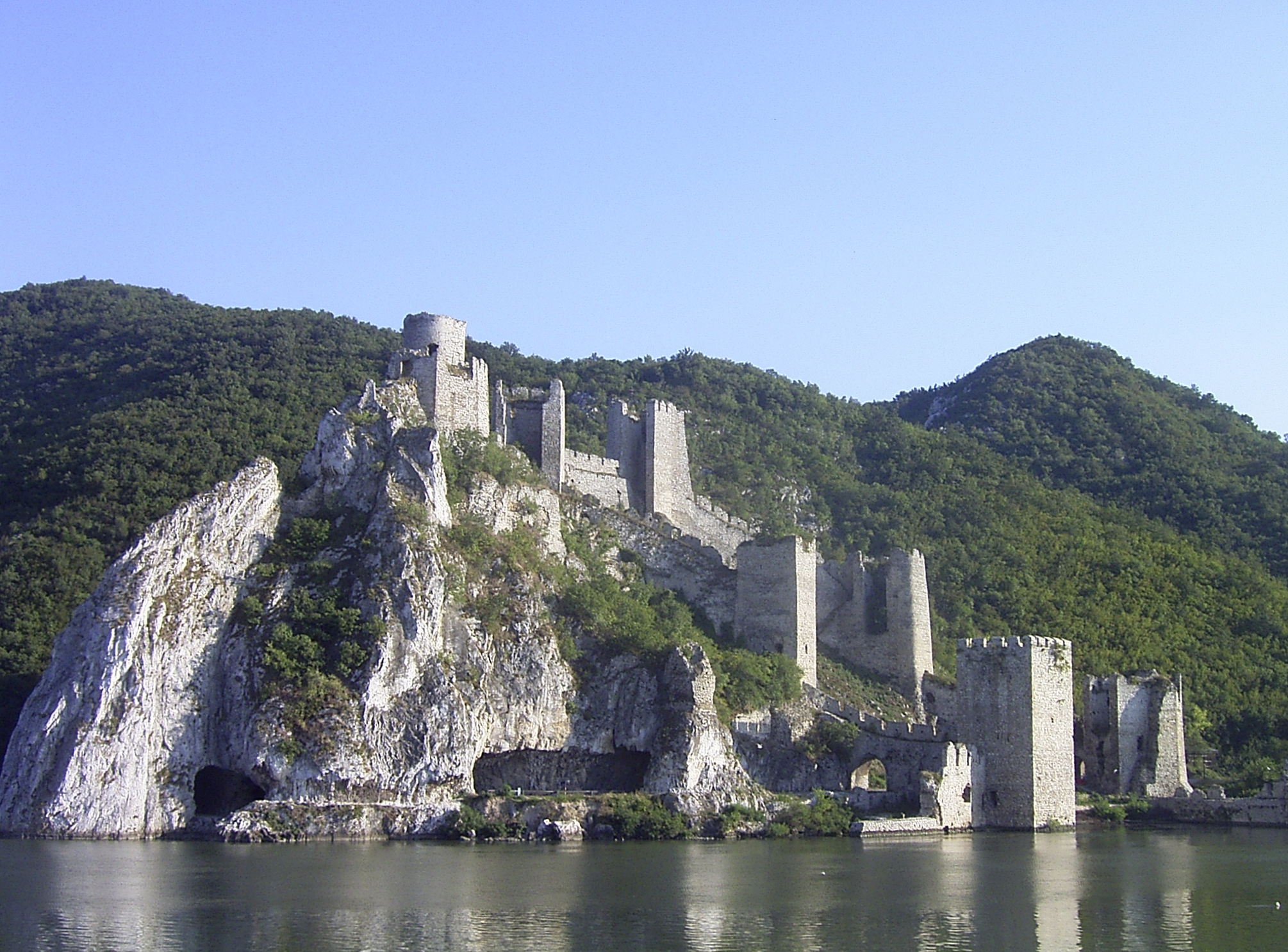
La forteresse de Golubac, à l'entrée des Portes de Fer, côté serbe.
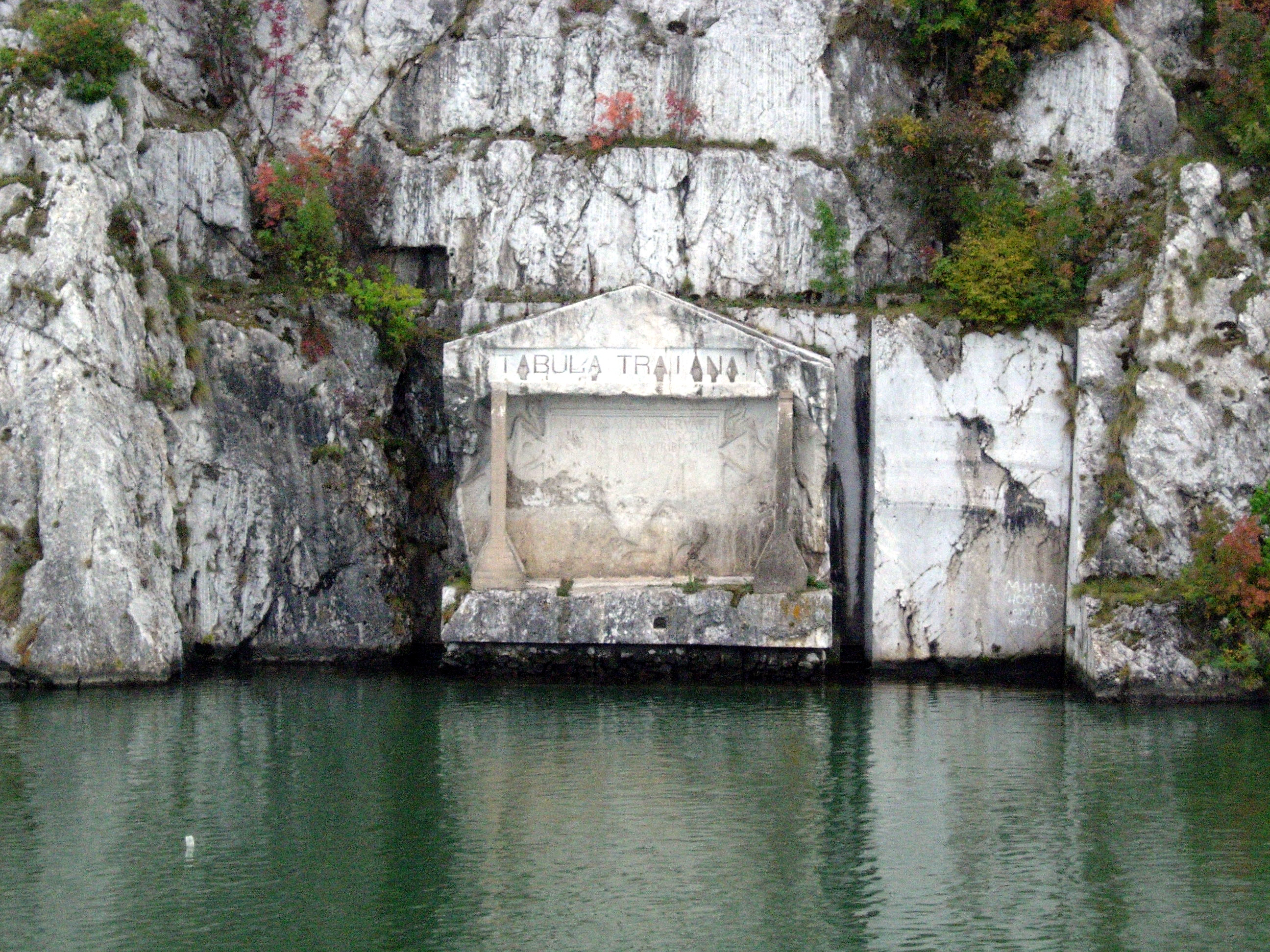
La Table de Trajan.
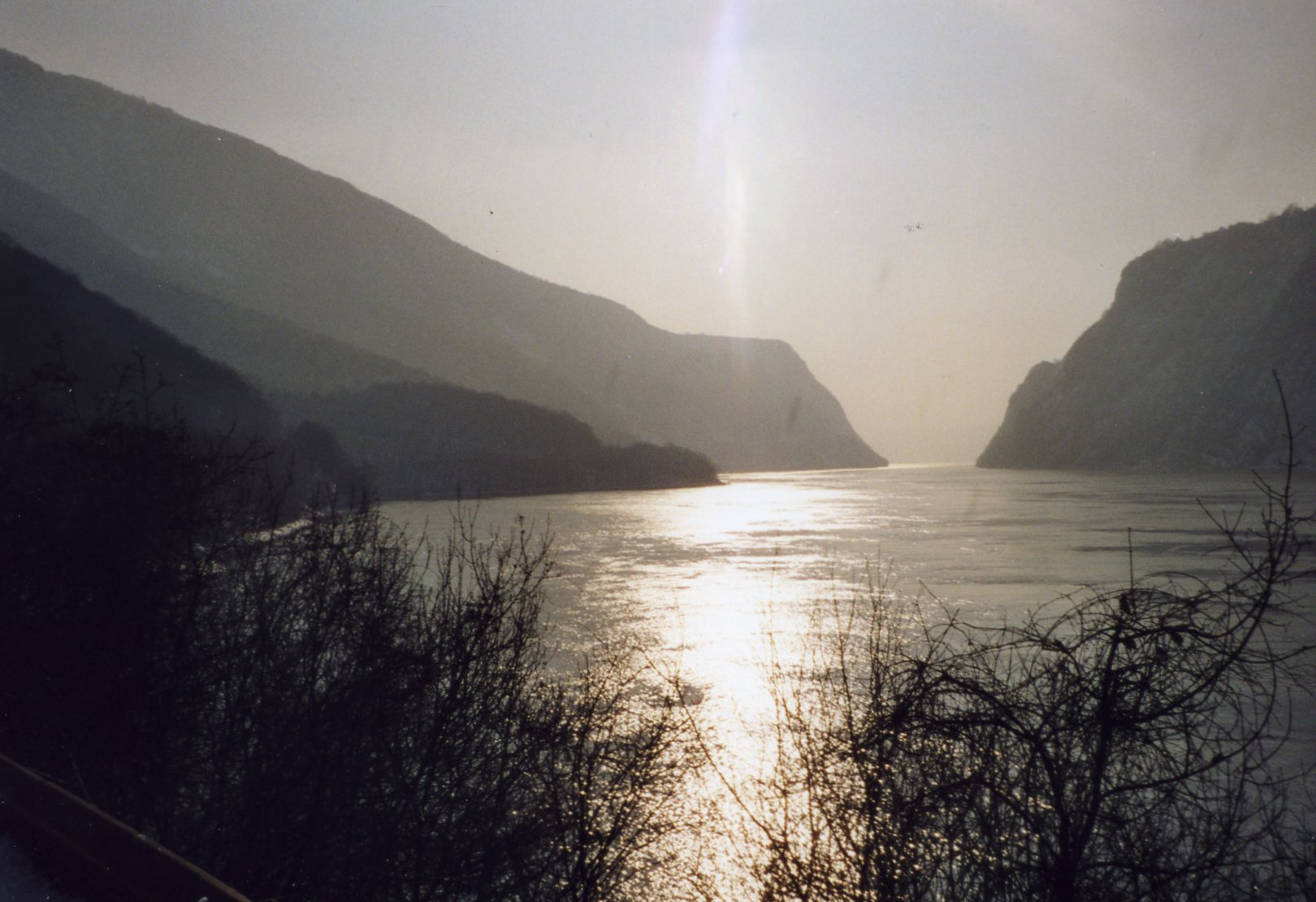
Les Portes de Fer en hiver.

## Le barrage

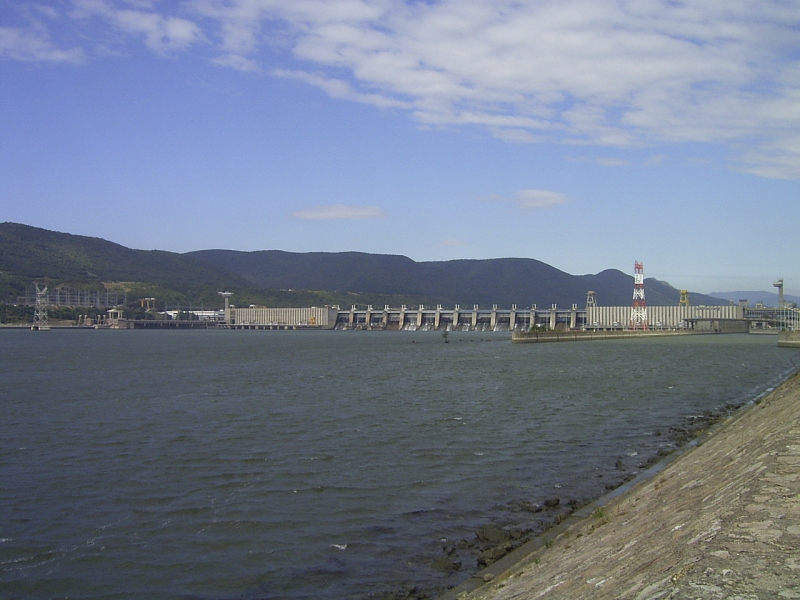
Le barrage des Portes de Fer (1972).

La construction du barrage roumano-yougoslave de Kladovo-Drobeta-Turnu Severin s’est étalée de 1963 à 1972. On chercha alors les meilleures solutions pour préserver les vestiges (préhistoriques, romains, byzantins et turcs) qui allaient être irrémédiablement noyés sous les eaux de l’immense lac de retenue, et notamment la Table de Trajan qui est l’un des symboles de la latinité de la Roumanie. Avant la construction du barrage, les eaux du Danube léchaient déjà la Table de Trajan et les restes de la voie romaine. Il fut donc décidé de découper la table, avec toute la roche qui l’entoure, et de la remonter 50 m plus haut, de manière à la rendre visible depuis le fleuve.

## Sculpture géante
Approximativement en face de la Table Trajane, près d’Orșova, dans la vallée d’un affluent côté roumain, le millionnaire protochroniste Iosif Drăgan, inspiré par les œuvres du mont Rushmore aux États-Unis, fit sculpter en 1994 dans la roche une tête de 55 m de haut du dernier roi dace, Décébale.

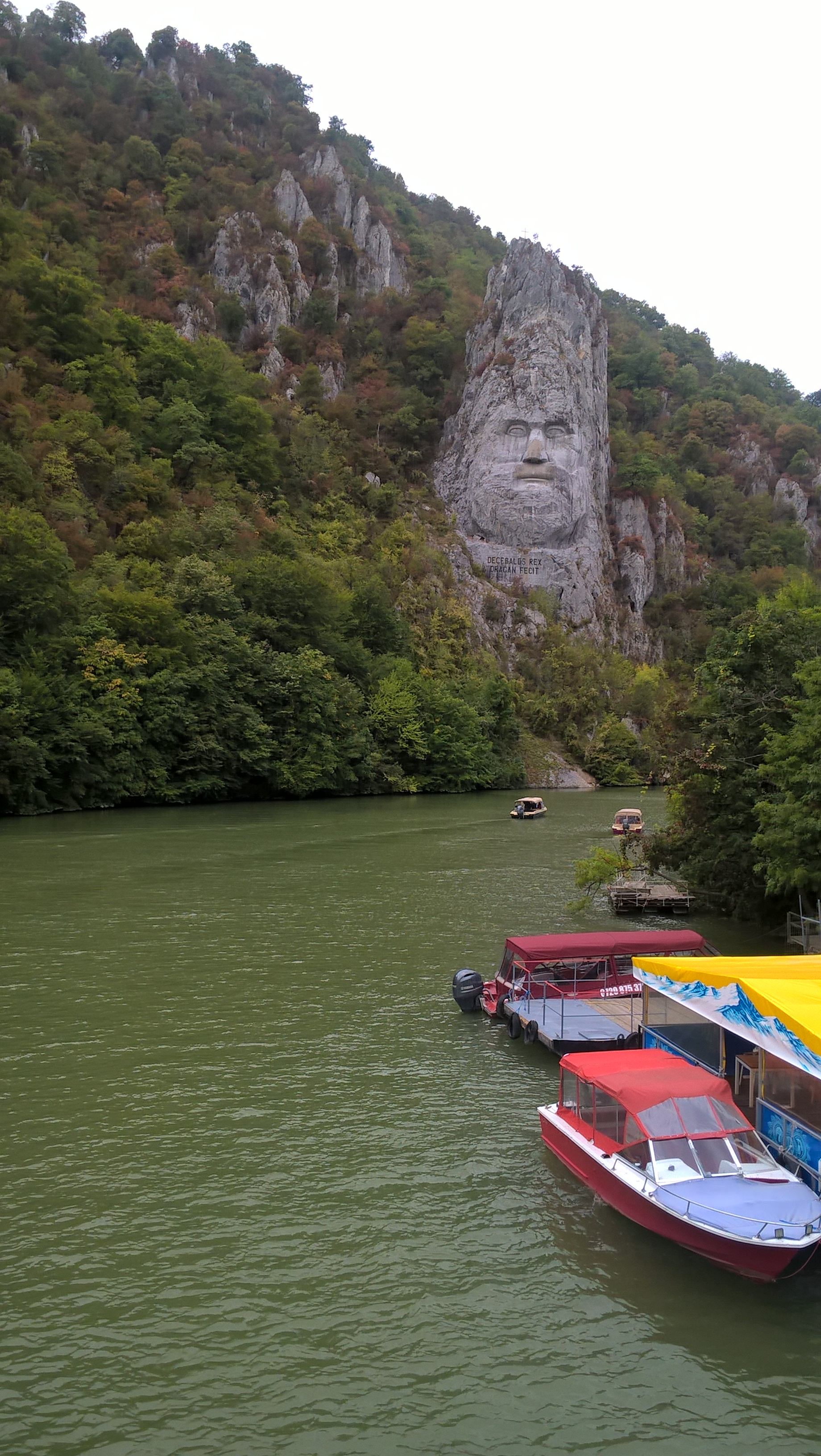
Sculptée en 1994 dans la roche cette tête de 55 m de haut représente le dernier roi des Daces, Décébale.

## Dans la littérature
Le site est évoqué brièvement par Jules Verne dans son roman Le Pilote du Danube, dans les termes suivants :

« Les Portes de Fer, ce défilé fameux bordé de murailles verticales de quatre cents mètres, où le Danube se précipite et se brise avec fureur contre les blocs dont son lit est semé. »